# Distrito del Centro
O Distro del Centro ou da Nova Granada foi uma subdivisão judicial e militar da Grã-Colômbia, que corresponde atualmente aos territórios da Colômbia e Panamá.
Esta entidade foi criada pela lei de 12 de Outubro de 1821, como o Congresso da Colômbia servir os desígnios da Constituição de Cúcuta, decidiu subdividir tribunal e militarmente o país em distritos, a fim de gerenciar um justiça maneira mais eficaz nas diversas áreas do país.
Territorialmente el distrito composta qual foi a parte central do antigo Vice-Reino de Nova Granada, que junto com os distritos de Equador e Venezuela formava todo o território da Grã-Colômbia. O tribunal de justiça de cada uma dessas subdivisões foi composto por nove ministros, sete dos quais eram juízes e dois promotores. A capital do distrito era a atual Bogotá.

## Divisões administrativas
Quando foi criado pela lei de 12 de Outubro de 1821, o Distrito del Centro compreendia os departamentos de Magdalena, Cundinamarca e Boyacá. Mais tarde, em 1824, o departamento de Istmo foi criado e atribuído a este distrito, juntamente com o Cauca que anteriormente pertencia ao Distrito do Sul antes da independência do Equador.
Ao total, o Distrito del Centro compreendia 5 departamentos:
- Departamento de Boyacá. Capital: Tunja.
- Departamento de Cauca. Capital: Popayán.
- Departamento de Cundinamarca. Capital: Bogotá.
- Departamento de Istmo. Capital: Cidade do Panamá.
- Departamento de Magdalena. Capital: Santa Marta.